# RB Omiya Ardija
RB Omiya Ardija (Japans: RB 大宮アルディージャ, RB Ōmiya Arudīja) is een Japanse club die uitkomt in de J2 League. De thuisbasis van de club is het NACK5 Stadion Omiya in Omiya, wat tegenwoordig een stadsdeel is van Saitama.

## Geschiedenis
Omiya Ardija werd opgericht in 1969 als NTT Kanto Soccer Club, het bedrijfsteam van NTT Kanto, een telecommunicatiebedrijf in Japan. Haar successen in de Japanse voetbaldivisies zijn echter altijd beperkt gebleven tot één regionale titel. Bij de oprichting voor de J-League meldde de ploeg zich aan voor de Japan Football League.
Bij de oprichting van de J-League 2 in 1999 versterkte NTT Kanto haar banden met de club en meldde zich als Omiya Ardija aan om professioneel voetbal te gaan spelen. Omiya is sinds de fusie van de steden Omiya en Urawa een stadsdeel in de miljoenenstad Saitama waar zich ook Urawa Red Diamonds bevindt. Ardija is een afgeleide van het Spaanse woord ardilla wat eekhoorn betekent. Het eekhoorntje zou sympathie moeten kweken bij de Japanse voetbalsupporter terwijl het ook staat voor flink, snel en werker zijn.
Omiya Ardija noemt zichzelf graag de machtige eekhoorns van Saitama, maar net als in het dierenrijk speelt ook Omiya een bescheiden rol in het Japanse voetbal.
Midden 2024 werd Omiya Ardija overgenomen door Red Bull, dit was de eerste Aziatische voetbalclub die in handen van Red Bull kwam. Vanaf 2025 gaat de club met een volledig nieuw logo en een licht aangepaste clubnaam spelen.

## Erelijst

### J-League 2
- Promotie in 2004 (2e plaats)

### J3 League
- Kampioenschap in 2024

## Eindklasseringen
- Eerst wordt de positie in de eindranglijst vermeld, daarna het aantal teams in de competitie van het desbetreffende jaar. Bijvoorbeeld: 1/18 betekent plaats 1 van 18 teams in totaal.

| Jaar | J1    | J2    | J3   |
| ---- | ----- | ----- | ---- |
| 1999 |       | 6/10  |      |
| 2000 |       | 4/11  |      |
| 2001 |       | 5/12  |      |
| 2002 |       | 6/12  |      |
| 2003 |       | 6/12  |      |
| 2004 |       | 2/12  |      |
| 2005 | 13/18 |       |      |
| 2006 | 12/18 |       |      |
| 2007 | 15/18 |       |      |
| 2008 | 12/18 |       |      |
| 2009 | 13/18 |       |      |
| 2010 | 12/18 |       |      |
| 2011 | 13/18 |       |      |
| 2012 | 13/18 |       |      |
| 2013 | 13/18 |       |      |
| 2014 | 16/18 |       |      |
| 2015 |       | 1/22  |      |
| 2016 | 5/18  |       |      |
| 2017 | 18/18 |       |      |
| 2018 |       | 5/22  |      |
| 2019 |       | 3/22  |      |
| 2020 |       | 15/22 |      |
| 2021 |       | 16/22 |      |
| 2022 |       | 19/22 |      |
| 2023 |       | 21/22 |      |
| 2024 |       |       | 1/20 |

## Bekende (oud-)voetballers
- Eiji Kawashima
- Koji Noguchi
- Hisashi Kurosaki
- Masahiro Ando
- Kota Yoshihara
- Takashi Hirano
- Hiromi Kojima
- Chikara Fujimoto
- Yasuhiro Hato
- Yoshiteru Yamashita
- Daigo Kobayashi
- Ryuji Bando
- Akihiro Ienaga
- Chikashi Masuda
- Daiki Niwa
- Dragan Mrdja
- Lucas Neill
- Christian Corrêa Dionisio
- Edwin Ifeanyi
- Mato Neretljak
- Saúl Martínez
- Lee Chun-soo
- Jorge Dely Valdés
- Milivoje Novaković
- Zlatan Ljubijankič
- Klemen Lavrič
- Nejc Pečnik
- Jeroen Boere

## Bekende (oud-)trainers
- Henk Duut
- Pim Verbeek
- Robert Verbeek